# هری باور
هری باور (فرانسوی: Harry Baur‎؛ ‏ ۱۲ آوریل ۱۸۸۰ – ۸ آوریل ۱۹۴۳) بازیگر اهل فرانسه بود.
از فیلم‌هایی که وی در آن‌ها نقش داشته است، می‌توان به ولپن اشاره نمود.